# Tour della nazionale maschile di rugby a 15 di Samoa 2009
Nel 2009 la nazionale Samoana di rugby a 15 si è recata in tour in Europa, raccogliendo tre sconfitte contro Francia, Galles ed Italia
Nel primo match con il Galles, i samoani sono in partita sino all'ultimo e tentano il colpaccio di una vittoria a Cardiff. Evento già avvenuto in ben due edizioni della coppa del mondo, nel 1991 e nel 1995.
Con la Francia, invece i samoani crollano non entrando mai in partita..
Contro l'Italia la prima sconfitta della storia dei confronti diretti per il ritorno alla vittoria degli azzurri dopo 12 partite.

## I test match
| Arbitro: | Peter Fitzgibbon |

| |           |                                                                          |
| 1' c.p. Biggar (3-0) 5' meta Halfpenny (8-3) 16' c.p. Biggar (11-3) 42' c.p. Halfpenny (14-6) 52' c.p. Biggar (17-6) | Marcatori | 2' c.p. Fili (3-3) 34' c.p. Fili (11-6) 61 meta Mapusua tr. Fili (17-13) |

| Arbitro: | Dave Pearson |

|                                                                                   |    |            |
| 2' Szarzewski, 7' Clerc, 13' Jauzion, 30' Dusautoir 36' Fall, 60' e 65' Trinh-Duc | mt | 73' Tekori |
| 2', 7', 13' e 30' Morgan Parra                                                    | tr |            |

| Arbitro: | Christophe Berdos |

|                                      |      |                |
| 7' McLean, 76' tecnica               | mt   |                |
| 76' Mirco Bergamasco                 | tr   |                |
| 6' e 20' Mirco Bergamasco, 37' Gower | c.p. | 11' e 41' Esau |
| 49' Tebaldi                          | drop |                |